# James Timothy Kieran Cotter
James Timothy Kieran Cotter OSA (* 14. Juni 1916 in Abbeyfeale, County Limerick, Vereinigtes Königreich Großbritannien und Irland; † 15. März 1988) war ein irischer römisch-katholischer Ordensgeistlicher und Bischof von Maiduguri.

## Leben
James Timothy Kieran Cotter trat der Ordensgemeinschaft des Augustinerordens bei und empfing am 13. Juli 1941 das Sakrament der Priesterweihe. Papst Johannes XXIII. bestellte ihn am 5. Juli 1962 zum ersten Apostolischen Präfekten von Maiduguri.
Am 7. Juni 1966 wurde Cotter infolge der Erhebung der Apostolischen Präfektur Maiduguri zum Bistum erster Bischof von Maiduguri. Der Apostolische Delegat für Zentral- und Westafrika, Erzbischof Luigi Bellotti, spendete ihm am 8. September desselben Jahres die Bischofsweihe; Mitkonsekratoren waren der Bischof von Limerick, Henry Murphy, und der Bischof von Clonfert, Thomas Ryan.
Cotter nahm an der zweiten, dritten und vierten Sitzungsperiode des Zweiten Vatikanischen Konzils teil.